# Mauro Schmid

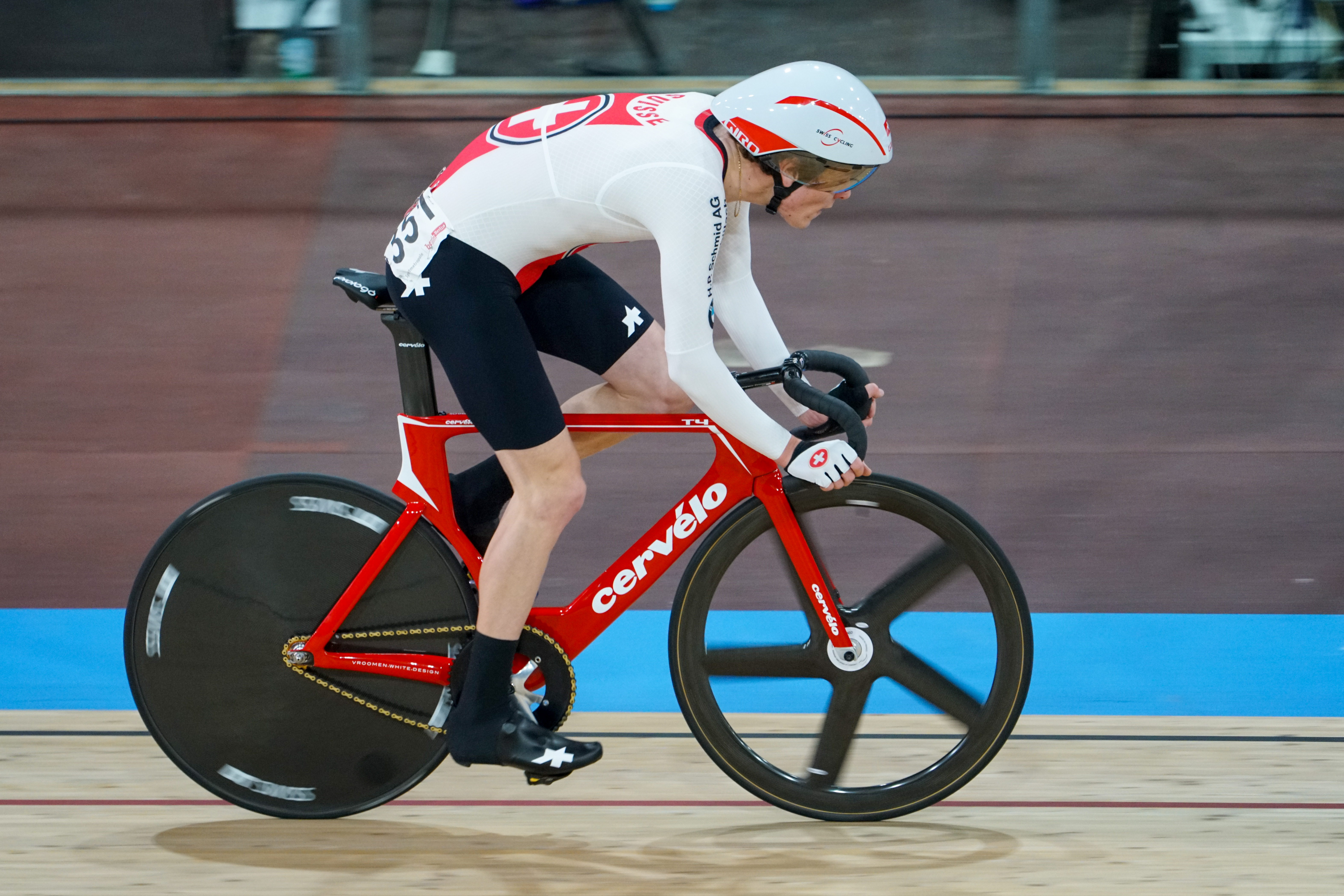
Schmid im Scratch-Rennen der Bahn-WM 2020 in Berlin

Mauro Schmid (* 4. Dezember 1999 in Bülach) ist ein Schweizer Radrennfahrer.

## Sportliche Laufbahn
Die radsportlichen Anfänge von Mauro Schmid lagen im Querfeldeinrennen, wo er bis 2016 hauptsächlich aktiv war. Auf der Strasse belegte er 2017 bei den Schweizer Strassenmeisterschaften jeweils Rang zwei im Strassenrennen und im Einzelzeitfahren sowie im Querfeldeinrennen der Junioren. Im selben Jahr errang er bei den Junioren-Europameisterschaften zwei Bronzemedaillen auf der Bahn, im Punktefahren sowie mit Scott Quincey, Valère Thiébaud und Alex Vogel in der Mannschaftsverfolgung. Er startete im Einzelzeitfahren der Junioren bei den Strassenweltmeisterschaften 2017 und belegte Platz 22, im Strassenrennen wurde er 30. Bei den Bahn-Weltmeisterschaften der Junioren 2017 stellte er mit Aurèle Paroz, Valère Thiébaud und Alex Vogel mit 4:04,299 Minuten einen neuen Schweizer Rekord auf, womit der Schweizer Vierer Rang fünf belegte.
Im Erwachsenenbereich wurde Schmid 2018 Zweiter der Gesamtwertung der Tour of Black Sea, und er wurde Dritter der nationalen Meisterschaft in der Einerverfolgung auf der Bahn. Im Herbst des Jahres wurde er für seinen ersten Start in der Elite auf der Bahn nominiert, und er startete beim ersten Lauf des Weltcups. Beim letzten Lauf des Weltcups in Hongkong belegte der Schweizer Vierer mit Schmid Platz fünf. 2019 wurde er Schweizer Meister der U23 im Strassenrennen. Bei den U23-Bahneuropameisterschaften 2019 gewann er mit dem Bahnvierer und im Madison jeweils die Bronzemedaille.
Zur Saison 2021 schloss sich Schmid dem UCI WorldTeam Qhubeka Assos an und bestritt für diese Mannschaft mit dem Giro d’Italia 2021 seine erste Grand Tour. Auf der 11. Etappe, die durch mehrere Schotterpassagen geprägte war, setzte er sich aus der Ausreißergruppe im Sprint vor dem Italiener Alessandro Covi durch und erzielte damit seinen bis dato größten Erfolg. Im August ging er bei den Olympischen Spielen von Tokyo in der Mannschaftsverfolgung an den Start und belegte mit dem Schweizer Quartett den achten Rang.
Nach Auflösung des Teams Qhubeka zum Ende der Saison 2021 wurde Schmid zur Saison 2022 Mitglied im UCI WorldTeam Quick-Step Alpha Vinyl. Der erste Erfolg für sein neues Team war der Gewinn der ersten Etappe der Settimana Internazionale Coppi e Bartali. Im Jahresverlauf gewann er die Gesamtwertung der Belgien-Rundfahrt. Im Herbst des Jahres wurde er gemeinsam mit Stefan Bissegger, Elise Chabbey, Nicole Koller, Stefan Küng und Marlen Reusser Weltmeister in der Mixed-Staffel. Im Jahr 2023 gewann Schmid die Gesamtwertung der Settimana Internazionale Coppi e Bartali, ehe er sich bei den Straßenradsport-Weltmeisterschaften mit der Schweizer Nationalmannschaft den Titel in der Mixed-Staffel verteidigte.
Im Jahr 2024 wechselte Mauro Schmid zum australischen UCI WorldTeam Jayco AlUla. Im Alter von 24 Jahren wurde er in Aire-la-Ville erstmals Schweizer Meister im Straßenrennen, ehe er eine Etappe und die Gesamtwertung der Slowakei-Rundfahrt für sich entschied. Nach dem vierten Gesamtrang beim Arctic Race of Norway, ging er erstmals bei der Vuelta a España an den Start, wo er die 13. und 18. Etappe als Zweiter beendete.
Zu Beginn der Saison 2025 gewann er das Cadel Evans Great Ocean Road Race.

## Erfolge
2017
- Junioren-Europameisterschaft – Punktefahren, Mannschaftsverfolgung (mit Scott Quincey, Valère Thiébaud und Alex Vogel)

2019
- Schweizer U23-Meister – Strassenrennen
- U23-Europameisterschaft – Mannschaftsverfolgung (mit Valère Thiébaud, Robin Froidevaux und Alex Vogel), Zweier-Mannschaftsfahren (mit Robin Froidevaux)

2021
- eine Etappe Giro d’Italia

2022
- eine Etappe Settimana Internazionale Coppi e Bartali
- Gesamtwertung Belgien-Rundfahrt
- Weltmeister – Mixed-Staffel (mit Stefan Bissegger, Elise Chabbey, Nicole Koller, Stefan Küng, Marlen Reusser)

2023
- Gesamtwertung und Punktewertung Settimana Internazionale Coppi e Bartali
- Weltmeister – Mixed-Staffel (mit Stefan Bissegger, Elise Chabbey, Nicole Koller, Stefan Küng, Marlen Reusser)

2024
- Schweizer Meister – Strassenrennen
- Gesamtwertung und eine Etappe Slowakei-Rundfahrt

2025
- Cadel Evans Great Ocean Road Race
- Schweizer Meister – Straßenrennen, Einzelzeitfahren

## Grand Tour-Platzierungen
| Grand Tour            | 2021 | 2022 | 2023 | 2024 | 2025 |
| --------------------- | ---- | ---- | ---- | ---- | ---- |
| Giro d’ItaliaGiro     | 93   | 75   | –    | –    | –    |
| Tour de FranceTour    | –    | –    | –    | –    | 101  |
| Vuelta a EspañaVuelta | –    | –    | –    | 71   |      |